# مارتن فيالا
مارتن فيالا (بالألمانية: Martin Fiala)‏ هو متزحلق حر ألماني، ولد في 25 يناير 1968 في تشيكوسلوفاكيا.

## وصلات خارجية
- مارتن فيالا على موقع الاتحاد الدولي للتزلج (التزلج على المنحدرات الثلجية) (الإنجليزية)
- مارتن فيالا على موقع الاتحاد الدولي للتزلج (التزلج الحر) (الإنجليزية)
- مارتن فيالا على موقع أوليمبيديا (الإنجليزية)